# Egils saga einhenda ok Ásmundar berserkjabana
La Egils saga einhenda ok Ásmundar berserkjabana (italiano: Saga di Egill il Monco e di Ásmundr Uccisore di Berserker) è una saga leggendaria islandese ambientata in Russia, tra Garðaríki e Hunaland. Alcuni episodi si svolgono anche in Hålogaland e Jötunheimr, la terra dei Giganti. I protagonisti della saga sono Egill il Monco e Ásmundr, conosciuto anche come Gnoðar-Ásmundr. La saga inizia in Russia orientale, con il re Hertryggur e sua figlia Brynhildr. Egill il Monco è figlio di Hring, re di Småland, e fin dall'infanzia è descritto come un ragazzo malvagio che va in cerca di guai. Ásmundr, figlio di Ottar di Hålogaland e di Sigrid, figlia di uno jarl danese (anche lui di nome Ottar), è il figliastro di Illugi, protagonista della Illuga saga Gríðarfóstra.